# Weekends
Weekends (Fins de Semana em português) é o segundo single retirado do álbum Bridging the Gap de Black Eyed Peas, com vocais de Esthero. Um remix da canção foi destaque na edição de luxo do álbum The E.N.D..

## Desempenho nas paradas
O som ficou nas posições: 94 na parada australiana ARIA Charts, 100 na germânica Media Control Charts, 73 na Hot R&B/Hip-Hop Songs e 34 na Hot Rap Songs. As duas últimas paradas são da Billboard.